# Hedensö

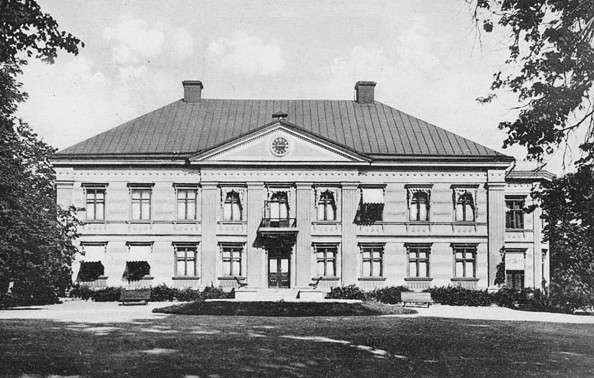
Hedensös huvudbyggnader på 1920-talet.

Hedensö är ett gods i Näshulta socken, Eskilstuna kommun, Södermanland. Hedensö är beläget på en halvö i Näshultasjön.

## Historik

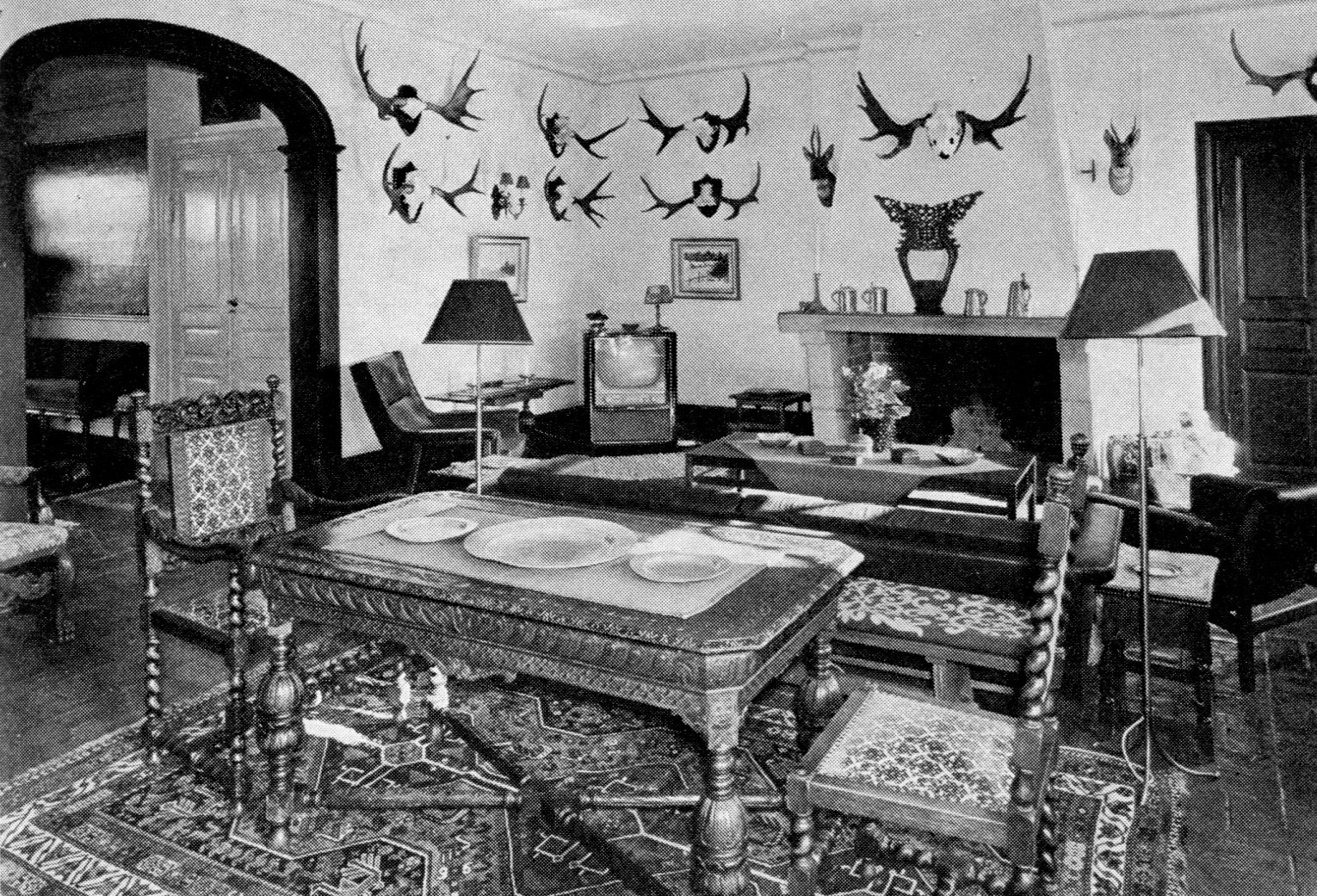
Hedensö, hallen, 1968.

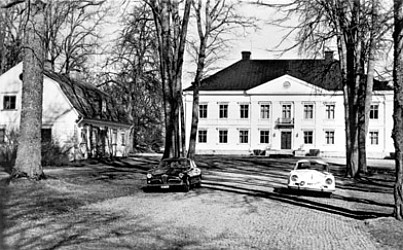
Hedensö på 1950-talet.

Hedensö omnämns som by 1295, då dess namn skrevs Hithinzö. Byn tillhörde ätten Fargalt från första hälften av 1300-talet till 1511, då Erik Ragvaldssons änka Ingeborg Ragvaldsdotter (yngre Välingeätten) – utan arvingar efter tre giften  – testamenterade sitt morgongåvegods Hedensö till sin syster Estrid, änka efter väpnaren Nils Krumme. Deras sondotter Ingeborg Krumme blev gift 1548 med riksrådet Bengt Gylta (död på Hedensö 1574). Genom deras dotter Britas gifte 1588 med Knut Kurck  kom Hedensö till ätten Kurck och förblev i dess ägo till 1783. Då såldes det till direktören vid Ostindiska kompaniet, Anders Arfwedson. Sedan 1967 ägs godset av familjen Graflund.
Hedensö gick från bondby till sätesgård på 1500-talet, då även två gårdar i Västerby på andra sidan Brofjärden avhystes och lades under sätesgården. Under långa tider lydde Näshulta kvarn och Näshulta järnbruk under Hedensö.

En karta som visar Hedensö gård år 1653. Kartan tillhör till en jordebok som avbildar hela Hedensö säteri med tillhörande gårdar.

På 1600-talet låg huvudbyggnaden på den plats där norra flygeln nu ligger. Den finns avbildad på en målning i holländsk stil från 1600-talets senare del. Att anläggningen med huvudbyggnad palladianskt indelad av pilastrar och loggia i mittpartiet, dess holländska tak med takryttare och nockplacerade skorstenar liksom förekomsten av symmetriskt placerade flyglar och paviljonger talar för att en av tidens ledande förmågor varit dess arkitekt. Hela gårdssystemet med terraserade trädgården och dess kanaler bekräftas av en karta från 1685 i Lantmäteristyrelsen. Ägare var nu friherre Knut Kurk som var mycket arkitekturintresserad och som ofta vistades på denna gård. Han byggde även på stamsätet på Göksholm i Närke och Norsholm i Östergötland båda avbildade i Sueviaverket, Två nya flyglar uppfördes på Hedensö vid mitten av 1700-talet, varav den ena var köksbyggnad. Den äldre huvudbyggnaden ersattes 1784-1806 av en ny i falurött timmer om två våningar. Samtidigt byggdes ett par yttre flyglar linnehållande brygghus och kontor utanför de äldre. 1886 skedde en omfattande ombyggnad av huvudbyggnaden som kläddes i tegel och putsades samtidigt som tegeltaket byttes mot ett plåttak.
En engelsk park anlades i slutet av 1700-talet. Vid mitten av 1800-talet byggdes ett orangeri i gjutjärn och glas i trädgården. En trädgårdsterrass anlades på 1920-talet av trädgårdsarkitekten Rudolf Abelin.
Ladugårdsbyggnaderna låg vid byn Västerbys gamla tomt. Den gamla ladugården brann 1883 och en ny stor anläggning kring en gårdsplan anlades därefter. Vid Västerby låg också flera av gårdens arbetarbostäder.